# Phantom Blood

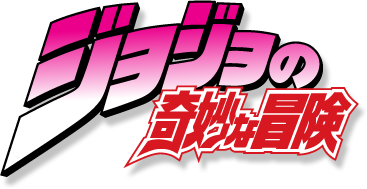
Logo de la serie de anime/manga Jojo's Bizarre Adventure(Jojo No Kimyō Na Bōken).Perteneciente el creador de manga/anime Hirohiko Araki.Publicado por primera vez en 1987 en la Shōnen Jump.

Phantom Blood (ファントムブラッド Fantomu Buraddo) es la primera parte del manga JoJo's Bizarre Adventure. Corresponde a los volúmenes 1-5, con un total de 44 capítulos; mientras que en el anime abarca los primeros 9 episodios.

## Argumento
La historia tiene lugar en la Inglaterra de 1880 y se centra en la vida del joven Jonathan Joestar (apodado JoJo por sus iniciales). Este es un joven adinerado que vive con su padre George Joestar; quien adopta a otro chico para que sea el hermano de Jonathan. Este joven es Dio Brando, hijo huérfano de Dario Brando, quien George cree que les había salvado la vida hacía unos años en un accidente de ruta donde la esposa de George murió. La realidad sin embargo, es que Dario solo quería saquear creyendo que todos habían muerto y George malinterpretó la situación. Jonathan trata de ser amigo de Dio, pero el plan de éste es llevarlo a la locura mientras gana la confianza de George para convertirse en el único heredero de la fortuna Joestar. Para lograrlo, Dio maltrata de forma constante física y psicológicamente a Jonathan; pone a sus amigos en contra de JoJo; se gana la confianza de George destacando en estudios y etiqueta por encima de Jonathan; y besa contra su voluntad a Erina Pendleton, novia de JoJo; tras ser golpeado por Jonathan, como venganza por esto quemó vivo a su perro Danny.
En la susodicha pelea, un poco de sangre de Dio salpicó una máscara de piedra mesoamericana colocada en la pared, que adquirió la difunta madre de Jonathan en uno de sus viajes, activando un mecanismo que expulsa unos ganchos óseos que de haberse encontrado en la cabeza de una persona le hubiesen matado. Dio no le da importancia pensando que es una herramienta de tortura, pero Jonathan se interesa y comienza investigaciones sobre Arqueología y Etnología para descubrir la historia de dicho artefacto.
Siete años después, el padre de Jonathan enferma y al ser Dio quien se encarga de sus cuidados y medicamentos Jonathan sospecha. Sus temores se ven confirmados cuando descubre una vieja carta escrita por Dario en su lecho de muerte solicitando al Señor Joestar que cuide de Dio. En la carta, describe unos síntomas idénticos a los de George; es así como Jonathan cree que Dio ha envenenado a su propio padre y ahora está tratando de hacer lo mismo con George. Jonathan es descubierto con la carta por Dio y aprovecha para acusarle de intoxicar a su padre, por ello se va a Londres a buscar pruebas. Mientras, Dio planea matar a Jonathan antes de que lo descubra y recuerda la máscara de piedra pensando que si le mata con ella podrá parecer un accidente.
Antes de usar la máscara con Jonathan, Dio decide probarla con alguien y para ello marcha a los barrios bajos de Londres. Allí se encuentra con un mendigo borracho a quien usa como sujeto experimental; el mendigo no sólo no muere, sino que se transforma en un vampiro sediento de sangre y poseedor de habilidades físicas sobrehumanas que sin esfuerzo propina a Dio un castigo brutal y sanguinario sin que esté a la altura de poder defenderse. Dio consigue escapar con vida por muy poco ya que amanece y el sol acaba con la vida del vampiro.
La búsqueda de Jonathan por evidencia para desenmascarar a Dio lo lleva a un peligroso barrio de Londres llamado "Ogre Street"; en él se ve obligado a combatir contra tres criminales a los cual logra derrotar. Robert E.O. Speedwagon, uno de los delincuentes, impresionado por su determinación y nobleza decide ayudarlo a encontrar a quien vende el veneno a Dio.
Una vez con las pruebas en su poder, Jonathan, junto con Speedwagon, regresa a la mansión y tiende una trampa a Dio, rodeándolo con agentes de policía. Jonathan consigue poner a Dio entre la espada y la pared, pero Dio decide colocarse la máscara de piedra apuñalando a Jonathan para utilizar su sangre, pero George, que se encontraba presente junto a los agentes de policía, se interpone entre ellos recibiendo la daga y muriendo en brazos de su hijo. A continuación, Dio transformado en vampiro vuelve dentro de la mansión y mata a los agentes de policía. Jonathan lo enfrenta y tras una dura batalla termina incendiando la mansión con el vampiro dentro. Aun así Dio consigue sobrevivir y planea su venganza.
Más tarde, Jonathan es atendido de sus heridas por Erina, la joven a quien Dio humillara en su infancia y que pese a todo, no renunció al amor que siente por Jonathan. Poco después, Jonathan conoce a un hombre llamado William Anthonio Zeppeli quien cuenta que Dio aún vive y la única manera de matarlo es con un extraño poder llamado Hamon, que es más eficaz contra los vampiros. Se trata básicamente de una técnica de artes marciales que le permite al usuario enfocar la energía del cuerpo a través de una respiración adecuada y otorgarle propiedades similares a la luz solar. Después de enseñar a Jonathan a usar el Hamon se proponen junto a Speedwagon, buscar y derrotar a Dio.
Su persecución los lleva al pueblo Wind Knights, donde una buena parte de los habitantes han sido convertidos en vampiros por Dio. Luchan abriéndose camino hacia su enemigo pero Zeppeli pierde la vida en la batalla no sin antes traspasar su poder a Jonathan. El maestro de Hamon de Zeppeli, Tonpetty junto a sus dos discípulos Dire y Straizo aparecen después para ayudar a Jonathan y a Speedwagon a seguir adelante. Después, una lucha entre Dio y Jonathan termina con el cuerpo de Dio destruyéndose lentamente por los ataques de Jonathan, pero no antes de asesinar a Dire. Aun así, Dio logra arrancar su cabeza antes que el Hamon de Jonathan la incinere y escapa mientras JoJo y sus camaradas destruyen la máscara creyendo al vampiro muerto y por lo tanto el peligro acabado. 
JoJo contrae matrimonio con Erina e inicia su luna de miel con un viaje en barco; sin embargo en altamar descubre que muchos tripulantes y pasajeros han muerto o se han convertido en muertos vivientes ya que la cabeza de Dio se ha ocultado en el barco con la intención de matar a JoJo y robar su cuerpo. Jonathan es herido de muerte protegiendo a su esposa, pero logra hundir el barco y llevarse la cabeza de Dio con él al fondo del océano. La joven esposa de Jonathan (embarazada en ese momento) se las arregla para escapar, junto con una recién nacida que salva. Su hijo (George Joestar II) y la niña que salvó (Lisa Lisa) finalmente se casan, lo que permite al linaje de los Joestar continuar.

## Personajes
Jonathan Joestar (ジョナサン・ジョースター Jonasan Jōsutā)
Seiyū: Kazuyuki Okitsu
Hijo único de George Joestar y único heredero de su fortuna, su madre era una arqueóloga que, poco después que él naciera, falleció en el accidente donde su padre conociera a Dario Brando. Es un joven de carácter fuerte y personalidad ruda y orgullosa, pero de espíritu sensible y bondadoso; posee un gran intelecto y fuerza que se manifiesta con mayor intensidad cuando protege a otros. Es apodado JoJo debido a las primeras sílabas de su nombre y su apellido, siendo un apodo que heredarán todos sus descendientes que enfrenten a Dio y su legado.
Cuando Dio llega a su casa intenta convertirse en su amigo, pero se transforma en víctima constante de sus manipulaciones que rápidamente hacen que su padre lo considere un mal hijo y sus amigos le den la espalda prefiriendo a Dio. En poco tiempo solo cuenta con la compañía de Erina, una joven que protegiera una vez y quien se siente atraída por él; ambos inician una relación que Dio intenta destruir sin éxito siendo golpeado por Jonathan al enterarse de que maltrató a la muchacha.
Tiempo después George comenzará a enfermar y cuando Jonathan descubre una carta de Dario que describe la enfermedad que lo mató con síntomas similares sospecha la intervención de Dio. Cuando finalmente logra desenmascarar al muchacho este intenta suicidarse poniéndose una máscara de sacrificios centroamericana que planeaba usar para matar a Jonathan; sin embargo la máscara lo transforma en un vampiro que asesina a George y que Jonathan logra hacer huir incendiando su mansión.
Tiempo después conoce a Zeppeli, quien lo adiestra en un arte marcial llamado Hamon que le permite cazar vampiros y junto a Speedwagon los tres comienzan a cazar a los vástagos de Dio hasta llegar al pueblo Wind Knigts, donde logran decapitar a Dio a costa de la vida de Zepelli y algunos camaradas.
Posteriormente Jonathan se casa con Erina y durante su Luna de miel la cabeza de Dio, que continúa viva, ataca el barco donde viajan; Jonathan se sacrifica para poner a salvo a su esposa (a quien había dejado embarazada) hundiendo el barco y permitiendo así continuar su descendencia.
Dio Brando (ディオ・ブランドー Dio Burandō)
Seiyū: Takehito Koyasu
Hijo de Dario y adoptado tras su muerte por George Joestar. Posee un alma ruin y mezquina, ante sus ojos todo individuo no es más que una herramienta para obtener beneficios. Creció a la sombra de su padre alcohólico viendo como golpeaba a su madre y a él mientras malgastaba la fortuna que le regalaran los Joestar, cuando falleció Dio se mostró feliz y las penurias vividas por culpa de Dario lo llevaron a la conclusión que era su derecho poseer la fortuna de los Joestar por lo cual planeo mostrarse como un hijo y estudiante modelo frente a todos a la vez que creaba una mala fama a Jonathan y abusaba físicamente de él.
Con el tiempo Jonathan tuvo cada vez menos paciencia con su crueldad y a medida que crecían superaba a Dio en fuerza lo que le permitía enfrentarlo cuando este hacia alguna atrocidad, por ello Dio decidió crear un plan para asesinarlo usando el dispositivo oculto en una máscara ritual que Jonathan heredara de su madre, sin embargo antes de poder llevarlo a cabo Jonathan lo desenmascara como un estafador y asesino revelando sus planes de envenenar lentamente a George como lo hiciera con Dario, por ello Dio intenta suicidarse con la máscara, descubriendo que está en realidad no lo mata sino que lo transformó en un ser inmortal.
A pesar de sus nuevos poderes debe huir cuando Jonathan incendia su casa intentado matarlo, tras esto se refugia en un pueblo llamado Wind Knigts, donde transforma a todos en vampiros, pero es detenido nuevamente por Jonathan y sus camaradas perdiendo su cuerpo en la batalla. Tras esto reaparece nuevamente en la luna de miel de Jonathan y Erina donde este sacrifica su vida para destruirlo.
William Anthonio Zeppeli (ウィル・アントニオ・ツェペリ Wiru Antonio Tseperi)
Seiyū: Yoku Shioya
Un extravagante hombre de origen italiano que tiene la costumbre de estar comiendo bocadillos en todo momento como si estuviera de pícnic. Se presenta ante Jonathan tras la muerte de George y la transformación de Dio. Zeppelli revela que es un usuario del Hamon, un arte marcial especialmente diseñado para destruir vampiros, ya que enseña a generar por medio del control de la respiración ondas de energía de naturaleza similar a la luz solar y por lo tanto dañina para los usuarios de la máscara de piedra.
Cuando solo era un niño, Zeppelli participó en una expedición arqueológica en América con su padre, allí encontró la máscara de piedra con la cual se embarcó de regreso a Europa, durante el viaje el padre de Zeppelli la usó y se transformó, asesinando a todos en el barco, su hijo solo se salvó ya que momentos antes que lo asesinara el amanecer lo destruyó. Ese día Zeppelli perdió la pista de la máscara, pero juró destruirla junto con sus creaciones, dedicándose a viajar por el mundo hasta encontrar un lugar en el Tíbet donde se enseñaba el Hamon, tras estudiar allí por algunos años decidió salir al mundo a buscar la máscara, aunque su maestro le profetizó el tiempo y forma en que fallecería si lo hacía.
Tras entrenar a Jonathan se dirigen junto a Speedwagon al pueblo llamado Wind Knigts para enfrentar a Dio, sin embargo una vez en el castillo deben enfrentar a un poderoso secuaz quien casi mata a Jonathan, por ello Zeppelli se sacrifica para salvarlo cumpliendo la profecía de su maestro. Antes de morir transfirió todos sus poderes y energía al cuerpo de su discípulo, gracias a lo cual este pudo salvarse y posteriormente derrotar a Dio. También le reveló que tenía esposa e hijos en su Italia natal.
Robert E. O. Speedwagon (ロバート・Ｅ・Ｏ・スピードワゴン Robāto Ī Ō Supīdowagon)
Seiyū: Yoji Ueda
Originalmente un criminal de poca monta de los barrios bajos de Londres, pero muy hábil a la hora de pelear. Conocería a Jonathan cuando éste entrara en su territorio rastreando la sustancia usada por Dio para envenenar a su padre; allí él y sus hombres pelearían contra él sin lograr derrotarlo. Tras conocer su historia y ver su voluntad quedaría deslumbrado por la pureza y bondad de Jonathan al punto de prohibir a todos los criminales de la zona ponerle una mano encima y convertirse en un compañero ciegamente leal a partir de ese día.
Para Speedwagon Jonathan es la representación de la inocencia, bondad y pureza misma, imponiéndose como misión protegerlo ya que acepta que por su pasado criminal él está manchado y carece de todas estas virtudes, pero por lo mismo desea que Jonathan no las pierda.
Es uno de los camaradas que asiste a Jonathan en sus enfrentamientos contra Dio y sus huestes; tras el fallecimiento de este se dedica a continuar esta misión vigilando la influencia de Dio y otros seres malignos en todo el mundo y con el tiempo esta labor a toma una organización internacional que lleva su nombre: Fundación Speedwagon.
Erina Pendleton (エリナ・ペンドルトン Erina Pendoruton)
Seiyū: Ayako Kawasumi
Una joven muchacha que creció en el mismo pueblo que Jonathan y Dio. Aparece por primera vez el mismo día instantes antes que Dio llegue a la mansión Joestar; un grupo de muchachos la molestaba y Jonathan intentó protegerla, aunque el joven perdió contra ellos se ganó el corazón de la niña a pesar de que en un comienzo su orgullo lo hizo mostrarse frío con ella. Después que Dio indispusiera a todos los amigos de Jonathan en su contra Erina fue la única persona que permaneció junto a él evitando que la depresión lo derrumbara. Cuando Dio se enteró de esta situación detuvo a la joven en un sendero y la besó a la fuerza razonando que ella se enamoraría de él y abandonaría a Jonathan, sin embargo como una muestra de desprecio Erina enjuagaría su boca con barro de un charco, por lo que Dio la golpeó; fue este incidente lo que motivó a Jonathan a enfrentarse activamente a Dio y le demostró a este que poco a poco las habilidades del joven superaban las suyas.
Jonathan decidiría alejarse de Erina hasta los 19 años, cuando tras la transformación de Dio y el incendio de la mansión ella se dedicó a cuidarlo en su recuperación. Tras el enfrentamiento de Wind Knigts, contraería matrimonio con Jonathan resultando embarazada, sin embargo durante el viaje en barco en su luna de miel serían atacados por la cabeza de Dio y su marido fallecería protegiéndola a ella, su hijo y una niña siendo los tres los únicos sobrevivientes del barco.
George Joestar I (ジョージ・ジョースターI世 Jōji Jōsutā Issei)
Seiyū: Masashi Sugawara
Cabeza de la familia Joestar y padre de Jonathan, su esposa fue una hermosa mujer cuyo pasatiempo era la arqueología por lo cual adquirió la máscara de piedra. Cuando su hijo era apenas un recién nacido la familia sufrió un accidente en las afueras de Londres donde su esposa falleció y él quedó herido, allí conocería a Dario Brando, quien pretendía robar los objetos de valor del accidente y a quien George confundió con un amable salvador por lo que le prometió su gratitud de por vida. Años después, tras la muerte de Dario, debe cumplir su palabra adoptando a Dio, el hijo de este. Rápidamente George muestra una marcada preferencia por su hijo adoptivo sobre Jonathan ignorando que las intenciones de este son apoderarse de la fortuna familiar, destruir las relaciones con su hijo y asesinarlo.
Cuando Jonathan desenmascara a Dio, George revela que conocía las intenciones de Dario desde años atrás cuando la policía le reveló que había robado pertenencias del accidente, pero prefirió ignorar esto. Cuando Dio intenta asesinar a Jonathan, George se interpone y como una forma de purgar sus culpas con su hijo muere protegiéndolo.
Darío Brando (ダリオ・ブランドー Dario Burandō)
Seiyū: Tadashi Miyazawa
Padre de Dio, un ladrón y alcohólico quien cuando la familia Joestar sufre un accidente en las afueras de Londres intenta ganar dinero robando sus pertenencias. Al ser confundido con un salvador por George Joestar es recompensado por este con una sustanciosa recompensa que utiliza para abrir un hostal; sin embargo su deshonestidad y alcoholismo llevan rápidamente el negocio a la bancarrota sumiéndolo en la extrema pobreza, paralelamente su carácter violento y vicioso lleva a la muerte a su esposa y convierte a su hijo Dio en un hombre frío e inmoral dispuesto incluso a matar para obtener lo que desea, cosa que lleva a cabo envenenando a su padre para posteriormente pedir a los Joestar ser acogido en retribución al supuesto rescate de años atrás.

## Medios de comunicación

### Volúmenes del Manga
| Núm. | Título                                                                  | Fecha de publicación | ISBN                   |
| ---- | ----------------------------------------------------------------------- | -------------------- | ---------------------- |
| 1    | "Dio el Invasor" "Shinryakusha Dio" (侵略者ディオ)                      | 10 de agosto de 1987 | ISBN 978-4-08-851126-9 |
| 2    | "¡Sed de Sangre!" "Chi no Kawaki!" (血の渇き! )                         | 8 de enero de 1988   | ISBN 978-4-08-851127-6 |
| 3    | "Los Caballeros Oscuros" "Ankoku no Kishitachi" (暗黒の騎士達)          | 8 de abril de 1988   | ISBN 978-4-08-851128-3 |
| 4    | "La Cámara del Dragón de Dos Cabezas" "Sōshuryū no Ma e" (双首竜の間へ) | 10 de junio de 1988  | ISBN 978-4-08-851129-0 |
| 5    | "¡El Hamon Final!" "Saigo no Hamon!" (最後の波紋!)                      | 10 de agosto de 1988 | ISBN 978-4-08-851130-6 |

### Episodios del Anime
| Núm. | Título                                                                  | Fecha de emisión        |
| ---- | ----------------------------------------------------------------------- | ----------------------- |
| 1    | "Dio el Invasor" "Shinryakusha Dio" (侵略者ディオ)                      | 5 de octubre de 2012    |
| 2    | "Una Carta del Pasado" "Kako kara no Tegami" (過去からの手紙)           | 12 de octubre de 2012   |
| 3    | "Juventud con Dio" "Dio to no Seishun" (ディオとの青春)                 | 19 de octubre de 2012   |
| 4    | "Overdrive" "Ōbādoraibu" (波紋疾走（オーバードライブ）)                 | 26 de octubre de 2012   |
| 5    | "Los Caballeros Oscuros" "Ankoku no Kishitachi" (暗黒の騎士達)          | 2 de noviembre de 2012  |
| 6    | "El Coraje del Mañana" "Ashita no Yūki" (あしたの勇気)                  | 9 de noviembre de 2012  |
| 7    | "El Sucesor" "Uketsugumono" (うけ継ぐ者)                                | 16 de noviembre de 2012 |
| 8    | "¡Batalla Sangrienta! JOJO & DIO" "Kessen! JOJO & DIO" (血戦！JOJO&DIO) | 23 de noviembre de 2012 |
| 9    | "¡El Hamon Final!" "Saigo no Hamon!" (最後の波紋!)                      | 30 de noviembre de 2012 |